# Christian Ditlev Rantzau (amtmand)
 Der er flere personer med dette navn, se Christian Ditlev Rantzau.
Christian Ditlev (von) Rantzau (31. december 1721 – 29. september 1767) var en dansk amtmand.
Han var søn af Hans Rantzau (1685 – 19. oktober 1744) og Anna Vind Banner (1684-1736), blev hofmarskal hos Arveprins Frederik 1765 og amtmand over Vordingborg og Tryggevælde Amter 1766, men døde allerede året efter.
Han var gift med Christiane Sophie Thott (12. februar 1734 – 1. maj 1782), eneste barn af grev Otto Thott.
Han er begravet i Sorø Klosterkirke.